# Таканасі Сара
Таканасі Сара (яп. 高梨 沙羅, 8 жовтня 1996) — японська стрибунка з трампліна, олімпійська медалістка, чемпіонка світу та призерка світових першостей.
Станом на березень 2017 року вона має у своєму активі 53 перемоги на етапах кубка світу. Вона чотири рази вигравала загальний залік кубка світу — в 2013, 2014, 2016 та 2017 роках.